# Arkie e la magia delle luci
Arkie e la magia delle luci (Scarygirl) è un film d'animazione australiano del 2023 diretto da Ricard Cussó e co-diretto da Tania Vincent.